# John Walker (Kunsthistoriker)
John Walker (* 24. Dezember 1906 in Pittsburgh; † 16. Oktober 1995 in Amberly, West Sussex) war ein US-amerikanischer Kunsthistoriker, Kurator und Museumsdirektor.

## Leben
Walker studierte in den 1920er-Jahren Kunstgeschichte an der Harvard University. Er erhielt ein Stipendium für einen Aufenthalt bei dem Kunsthistoriker Bernard Berenson an dessen Villa I Tatti in der Nähe von Florenz. Von 1935 bis 1939 war Walker als Hochschullehrer für Kunstgeschichte an der American Academy in Rome tätig. Von 1956 bis 1969 war er als Nachfolger von David E. Finley, Jr. Museumsdirektor der National Gallery of Art in Washington, D.C. Nach seiner berufliche Karriere, die bis 1969 währte, lebte er in Florida, Fishers Island, New York City, und England. Walker war seit 1937 mit der britischen Diplomatin Margaret Drummond verheiratet.

## Werke (Auswahl)
- National Gallery of Art, Washington, D.C., New York: Harry N. Abrams, 1963
- Self-Portrait with Donors: Confessions of an Art Collector, Boston: Little, Brown and Company, 1974, ISBN 978-0-316-91803-9
- Joseph Mallord William Turner, New York: Harry N. Abrams, 1976; concise edition: New York: Harry N. Abrams, 1983
- Portraits: 5,000 Years, New York: Harry N. Abrams, 1983